# Atkinson Glacier
Atkinson Glacier är en glaciär i Antarktis. Den ligger i Östantarktis. Nya Zeeland gör anspråk på området. Atkinson Glacier ligger 1 799 meter över havet.
Terrängen runt Atkinson Glacier är huvudsakligen kuperad, men den allra närmaste omgivningen är platt. Trakten är obefolkad. Det finns inga samhällen i närheten. 